# Copa Argentina de Voleibol Masculino de 2019
A Copa Argentina de 2019, oficialmente Copa RUS Argentina 2019 por questões de patrocínio, foi a 15.ª edição desta competição organizada pela Associação de Clubes da Liga Argentina de Voleibol (ACLAV). Participaram do torneio nove equipes provenientes de seis regiões argentinas, ou seja, de Buenos Aires, Neuquén, Santa Fé,Tucumã, San Juan e Catamarca.
O UPCN San Juan Vóley obteve seu quarto título ao vencer na final o Gigantes del Sur, anfitrião da fase final, garantindo a qualificação ao Sul-Americano de Clubes de 2020 e a Supercopa Argentina de 2020. A equipe do Bolívar Vóley completou o pódio do torneio ao vencer a disputa do terceiro lugar contra o Obras de San Juan.

## Equipes participantes
| Equipe                | Cidade                              | Última participação | Edição de 2018 |
| --------------------- | ----------------------------------- | ------------------- | -------------- |
| Bolívar Vóley         | San Carlos de Bolívar               | 2018                | 5.º            |
| Ciudad Vóley          | Buenos Aires                        | 2018                | 2.º            |
| Gigantes del Sur      | Neuquén                             | 2018                | 7.º            |
| Monteros Vóley Club   | Monteros                            | 2018                | 9.º            |
| Obras de San Juan     | San Juan                            | 2018                | 1.º            |
| PSM Vóley             | Puerto General San Martín           | 2018                | 6.º            |
| River Plate           | Buenos Aires                        | 2018                | 8.º            |
| UPCN San Juan Vóley   | San Juan                            | 2018                | 3.º            |
| Ateneo Mariano Moreno | San Fernando del Valle de Catamarca | Estreante           | -              |

## Formato
As equipes participantes foram distribuídas proporcionalmente em três grupos: A, B e C; todos confrontando-se em seus respectivos grupos. As três melhores equipes (com melhor índice no geral) e mais o time representante da cidade sede da fase final formaram as semifinais, onde os vencedores disputaram a final e os perdedores definiram o terceiro lugar.

## Fase classificatória

### Critérios de classificação
- Vitória por 3 sets a 0 ou 3 a 1: 3 pontos para o vencedor;
- Vitória por 3 sets a 2: 2 pontos para o vencedor e 1 ponto para o perdedor.
- Não comparecimento, a equipe perde 2 pontos.
- Em caso de igualdade por pontos, os seguintes critérios servem como desempate: número de vitórias, média de sets e média de pontos.

|  |                                            |
|  | Equipes classificadas para as semifinais   |
|  | Representante da cidade sede da fase final |

### Grupo A
- Local: Estadio República de Venezuela – San Carlos de Bolívar

|     |                     |     | Jogos | Jogos | Jogos | Resultados | Resultados | Resultados | Resultados | Resultados | Resultados | Sets | Sets | Sets  | Pontos | Pontos | Pontos |
| Pos | Equipe              | Pts | T     | V     | D     | 3–0        | 3–1        | 3–2        | 2–3        | 1–3        | 0–3        | V    | P    | R     | V      | P      | R      |
| --- | ------------------- | --- | ----- | ----- | ----- | ---------- | ---------- | ---------- | ---------- | ---------- | ---------- | ---- | ---- | ----- | ------ | ------ | ------ |
| 1   | Bolívar Vóley       | 6   | 2     | 2     | 0     | 2          | 0          | 0          | 0          | 0          | 0          | 6    | 0    | MAX   | 151    | 63     | 2.397  |
| 2   | River Plate         | 3   | 2     | 1     | 1     | 1          | 0          | 0          | 0          | 0          | 1          | 3    | 3    | 1,000 | 138    | 76     | 1.816  |
| 3   | Monteros Vóley Club | 0   | 2     | 0     | 2     | 0          | 0          | 0          | 0          | 0          | 2          | 0    | 6    | 0,000 | 0      | 150    | 0,000  |

Resultados
| Data   | Hora  |               | Placar |                     | Set 1 | Set 2 | Set 3 | Set 4 | Set 5 | Total | Relatório |
| ------ | ----- | ------------- | ------ | ------------------- | ----- | ----- | ----- | ----- | ----- | ----- | --------- |
| 15 dez | 20:00 | Bolívar Vóley | 3–0    | River Plate         | 26–24 | 25–23 | 25–16 |       |       | 76–63 | Relatório |
| 16 dez | 21:00 | River Plate   | 3–0    | Monteros Vóley Club | 25–0  | 25–0  | 25–0  |       |       | 75–0  | Relatório |
| 17 dez | 21:00 | Bolívar Vóley | 3–0    | Monteros Vóley Club | 25–0  | 25–0  | 25–0  |       |       | 75–0  | Relatório |

### Grupo B
- Local: Complejo La Superiora – San Juan

|     |                   |     | Jogos | Jogos | Jogos | Resultados | Resultados | Resultados | Resultados | Resultados | Resultados | Sets | Sets | Sets  | Pontos | Pontos | Pontos |
| Pos | Equipe            | Pts | T     | V     | D     | 3–0        | 3–1        | 3–2        | 2–3        | 1–3        | 0–3        | V    | P    | R     | V      | P      | R      |
| --- | ----------------- | --- | ----- | ----- | ----- | ---------- | ---------- | ---------- | ---------- | ---------- | ---------- | ---- | ---- | ----- | ------ | ------ | ------ |
| 1   | Obras de San Juan | 6   | 2     | 2     | 0     | 1          | 1          | 0          | 0          | 0          | 0          | 6    | 1    | 6,000 | 173    | 151    | 1.146  |
| 2   | Ciudad Vóley      | 3   | 1     | 1     | 0     | 1          | 0          | 0          | 0          | 0          | 0          | 3    | 0    | MAX   | 162    | 144    | 1.125  |
| 3   | PSM Vóley         | 0   | 1     | 0     | 1     | 0          | 0          | 0          | 0          | 0          | 1          | 0    | 3    | 0,000 | 114    | 154    | 0.740  |

Resultados
| Data   | Hora  |                   | Placar |              | Set 1 | Set 2 | Set 3 | Set 4 | Set 5 | Total | Relatório |
| ------ | ----- | ----------------- | ------ | ------------ | ----- | ----- | ----- | ----- | ----- | ----- | --------- |
| 14 dez | 22:00 | Obras de San Juan | 3–0    | PSM Vóley    | 25–16 | 29–27 | 25–21 |       |       | 79–64 | Relatório |
| 15 dez | 19:00 | Ciudad Vóley      | 3–0    | PSM Vóley    | 25–15 | 25–15 | 25–20 |       |       | 75–50 | Relatório |
| 16 dez | 19:00 | Obras de San Juan | 3–1    | Ciudad Vóley | 25–20 | 19–25 | 25–22 | 25–20 |       | 94–87 | Relatório |

### Grupo C
- Local: Complejo La Superiora – San Juan

|     |                       |     | Jogos | Jogos | Jogos | Resultados | Resultados | Resultados | Resultados | Resultados | Resultados | Sets | Sets | Sets  | Pontos | Pontos | Pontos |
| Pos | Equipe                | Pts | T     | V     | D     | 3–0        | 3–1        | 3–2        | 2–3        | 1–3        | 0–3        | V    | P    | R     | V      | P      | R      |
| --- | --------------------- | --- | ----- | ----- | ----- | ---------- | ---------- | ---------- | ---------- | ---------- | ---------- | ---- | ---- | ----- | ------ | ------ | ------ |
| 1   | UPCN San Juan Vóley   | 6   | 2     | 2     | 0     | 1          | 1          | 0          | 0          | 0          | 0          | 6    | 1    | 6,000 | 168    | 137    | 1.226  |
| 2   | Gigantes del Sur      | 3   | 2     | 1     | 1     | 1          | 0          | 0          | 0          | 1          | 0          | 4    | 3    | 1.333 | 158    | 145    | 1.090  |
| 3   | Ateneo Mariano Moreno | 0   | 1     | 0     | 1     | 0          | 0          | 0          | 0          | 0          | 1          | 0    | 3    | 0,000 | 106    | 150    | 0.707  |

Resultados
| Data   | Hora  |                     | Placar |                       | Set 1 | Set 2 | Set 3 | Set 4 | Set 5 | Total | Relatório |
| ------ | ----- | ------------------- | ------ | --------------------- | ----- | ----- | ----- | ----- | ----- | ----- | --------- |
| 14 dez | 19:00 | UPCN San Juan Vóley | 3–0    | Ateneo Mariano Moreno | 25–19 | 25–21 | 25–14 |       |       | 75–54 | Relatório |
| 15 dez | 22:00 | Gigantes del Sur    | 3–0    | Ateneo Mariano Moreno | 25–16 | 25–13 | 25–23 |       |       | 75–52 | Relatório |
| 16 dez | 22:00 | UPCN San Juan Vóley | 3–1    | Gigantes del Sur      | 25–17 | 18–25 | 25–21 | 25–20 |       | 93–83 | Relatório |

## Fase final
- As partidas seguem o fuso horário de local (UTC−3).

|  | Semifinais             | Semifinais             |   |                        | Final                  | Final |  |
|  |                        |                        |   |                        |                        |       |  |
|  | 21 de dezembro — 19ː00 |                        |   |                        |                        |       |  |
|  | Bolívar Vóley          | 2                      |   |                        |                        |       |  |
|  | UPCN San Juan Vóley    | 3                      |   |                        |                        |       |  |
|  |                        |                        |   |                        |                        |       |  |
|  |                        |                        |   |                        | 22 de dezembro — 22ː00 |       |  |
|  |                        |                        |   |                        | Gigantes del Sur       | 0     |  |
|  |                        | UPCN San Juan Vóley    | 3 |                        |                        |       |  |
|  |                        |                        |   |                        |                        |       |  |
|  |                        |                        |   |                        |                        |       |  |
|  |                        |                        |   |                        | Terceiro lugar         |       |  |
|  | 21 de dezembro — 21ː00 | 21 de dezembro — 21ː00 |   | 22 de dezembro — 19ː00 | 22 de dezembro — 19ː00 |       |  |
|  | Gigantes del Sur       | 3                      |   | Bolívar Vóley          | 3                      |       |  |
|  | Obras de San Juan      | 1                      |   |                        | Obras de San Juan      | 2     |  |

### Semifinais
| Data   | Hora  |                  | Placar |                     | Set 1 | Set 2 | Set 3 | Set 4 | Set 5 | Total   | Relatório |
| ------ | ----- | ---------------- | ------ | ------------------- | ----- | ----- | ----- | ----- | ----- | ------- | --------- |
| 21 dez | 19:00 | Bolívar Vóley    | 2–3    | UPCN San Juan Vóley | 25–16 | 19–25 | 22–25 | 28–26 | 9–15  | 103–107 | Relatório |
| 21 dez | 21:00 | Gigantes del Sur | 3–1    | Obras de San Juan   | 22–25 | 25–22 | 25–16 | 25–19 |       | 97–82   | Relatório |

### Terceiro lugar
| Data   | Hora  |               | Placar |                   | Set 1 | Set 2 | Set 3 | Set 4 | Set 5 | Total   | Relatório |
| ------ | ----- | ------------- | ------ | ----------------- | ----- | ----- | ----- | ----- | ----- | ------- | --------- |
| 22 dez | 19:00 | Bolívar Vóley | 3–2    | Obras de San Juan | 22–25 | 25–21 | 25–22 | 24–26 | 15–9  | 111–103 | Relatório |

### Final
| Data   | Hora  |                  | Placar |                     | Set 1 | Set 2 | Set 3 | Set 4 | Set 5 | Total | Relatório |
| ------ | ----- | ---------------- | ------ | ------------------- | ----- | ----- | ----- | ----- | ----- | ----- | --------- |
| 22 dez | 22:00 | Gigantes del Sur | 0–3    | UPCN San Juan Vóley | 24–26 | 19–25 | 19–25 |       |       | 62–76 | Relatório |

## Classificação final
| Posição           | Equipe                | Classificação                                                 |
| ----------------- | --------------------- | ------------------------------------------------------------- |
| Medalha de ouro   | UPCN San Juan Vóley   | Sul-Americano de Clubes de 2020 & Supercopa Argentina de 2020 |
| Medalha de prata  | Gigantes del Sur      |                                                               |
| Medalha de bronze | Bolívar Vóley         |                                                               |
| 4                 | Obras de San Juan     |                                                               |
| 5                 | Ciudad Vóley          |                                                               |
| 6                 | River Plate           |                                                               |
| 7                 | PSM Vóley             |                                                               |
| 8                 | Ateneo Mariano Moreno |                                                               |
| 9                 | Monteros Vóley Club   |                                                               |

## Premiações
| Copa Argentina de 2019                   |
| ---------------------------------------- |
| San Juan (província da Argentina)        |
| UPCN San Juan Vóley Campeão (4.º título) |